# Diocesi di Daule
La diocesi di Daule (in latino Dioecesis Daulensis) è una sede della Chiesa cattolica in Ecuador suffraganea dell'arcidiocesi di Guayaquil. Nel 2022 contava 395.000 battezzati su 471.000 abitanti. È retta dal vescovo Krzysztof Kudławiec.

## Territorio
La diocesi comprende i cantoni di Daule, Balzar, Colimes, El Empalme, Isidro Ayora, Lomas de Sargentillo, Nobol, Palestina, Pedro Carbo, Samborondón, Santa Lucía e Salitre, nella parte settentrionale della provincia del Guayas.
Sede vescovile è la città di Daule, dove si trova la cattedrale santuario del Signore dei Miracoli (Señor de los Milagros).
Il territorio è suddiviso in 27 parrocchie.

## Storia
La diocesi è stata eretta il 2 febbraio 2022 da papa Francesco con la bolla Suscipientes misericordiam, ricavandone il territorio dall'arcidiocesi di Guayaquil.

## Cronotassi dei vescovi
Si omettono i periodi di sede vacante non superiori ai 2 anni o non storicamente accertati.
- Giovanni Battista Piccioli (2 febbraio 2022 - 17 marzo 2022 dimesso) (vescovo eletto)

- Krzysztof Kudławiec, dal 22 aprile 2022

## Statistiche
La diocesi, al momento dell'erezione nel 2022, su una popolazione di 471.000 persone contava 395.000 battezzati, corrispondenti al 83,8% del totale.
| anno | popolazione | popolazione | popolazione | presbiteri | presbiteri | presbiteri | presbiteri                | diaconi | religiosi | religiosi | parrocchie |
| anno | battezzati  | totale      | %           | numero     | secolari   | regolari   | battezzati per presbitero | diaconi | uomini    | donne     | parrocchie |
| ---- | ----------- | ----------- | ----------- | ---------- | ---------- | ---------- | ------------------------- | ------- | --------- | --------- | ---------- |
| 2022 | 395.000     | 471.000     | 83,8        | 28         | 28         |            | 14.107                    |         |           |           | 27         |